# هنگام قدیم
هنگام قدیم، روستایی در دهستان هنگام بخش شهاب شهرستان قشم در استان هرمزگان ایران است.

## جمعیت
بر پایه سرشماری عمومی نفوس و مسکن در سال ۱۳۹۵، جمعیت این روستا برابر با ۱۹ نفر (۶ خانوار) بوده‌است.